# Actio mandati contraria
Actio mandati contraria – w prawie rzymskim, powództwo z kontraktu zlecenia (mandatum) przysługująca zleceniobiorcy (mandatariuszowi) przeciwko zleceniodawcy (mandantowi).

## Charakterystyka powództwa
Skarga, jako wynikająca ze stosunku zobowiązaniowego, należała do actiones in personam.
Zleceniobiorca, ponieważ wykonanie umowy leżało wyłącznie w jego interesie, odpowiadał za omnis culpa (wszelką winę).